# 2841 Puijo
2841 Puijo è un asteroide della fascia principale. Scoperto nel 1943, presenta un'orbita caratterizzata da un semiasse maggiore pari a 2,2524356 UA e da un'eccentricità di 0,0840367, inclinata di 4,91565° rispetto all'eclittica.